# A Lombard Pápa Termál FC 2004–2005-ös szezonja
A Lombard Pápa Termál FC 2004–2005-ös szezonja szócikk a Lombard Pápa Termál FC első számú férfi labdarúgócsapatának egy szezonjáról szól. A csapat ekkor indult először az NB I-ben.

## Mérkőzések
| Színmagyarázat | Színmagyarázat |
| -------------- | -------------- |
|                | Győzelem.      |
|                | Döntetlen.     |
|                | Vereség.       |

### Arany Ászok Liga 2004–05

#### Őszi fordulók
| 1. forduló 2004. augusztus 7. 20:00 |

| Diósgyőr                  | 1 – 3   | Lombard Pápa                                           |
| ------------------------- | ------- | ------------------------------------------------------ |
| Müller 81' 43' Katona 36' | (0 – 1) | Róth 12' Usvat 83' (11-esből) Medveď 90' Farkas A. 44' |

| DVTK-stadion, Miskolc Nézőszám: 8 000 Játékvezető: Bede Ferenc (magyar) |

| 2. forduló 2004. augusztus 15. 11:00 |

| Lombard Pápa                               | 2 – 2   | Videoton                                                            |
| ------------------------------------------ | ------- | ------------------------------------------------------------------- |
| Germán 64' (11-esből) Medveď 71' Usvat 45' | (0 – 2) | Kuttor 32' Koller 36' 83′ Kovács 31' Zöld 52' Kriston 57' Sebők 63' |

| Perutz Stadion, Pápa Nézőszám: 3 000 Játékvezető: Dubraviczky Attila (magyar) |

| 3. forduló 2004. augusztus 21. 20:00 |

| MTK Budapest                           | 1 – 0   | Lombard Pápa |
| -------------------------------------- | ------- | ------------ |
| Welton 73' Jezdimirović 47' Halmai 58' | (0 – 0) |              |

| Hidegkuti Nándor Stadion, Budapest Nézőszám: 1 200 Játékvezető: Sóthy András (magyar) |

| 4. forduló 2004. augusztus 28. 17:30 |

| Lombard Pápa                                 | 4 – 1   | Kaposvári Rákóczi              |
| -------------------------------------------- | ------- | ------------------------------ |
| Tóth 18' Stevica 20' Germán 32' Somfalvi 78' | (3 – 0) | Tóth 57' Andruskó 10' Mező 74′ |

| Perutz Stadion, Pápa Nézőszám: 2 300 Játékvezető: Vad II. István (magyar) |

| 5. forduló 2004. szeptember 11. 16:30 |

| Nyíregyháza Spartacus                                 | 0 – 2   | Lombard Pápa                                       |
| ----------------------------------------------------- | ------- | -------------------------------------------------- |
| Hegedűs 17' Némedi 31' Szatke 42′ Csillag 69' Rob 83' | (0 – 0) | Germán 50' Medveď 77' 89' Farkas A. 36' Kovács 80' |

| Nyíregyháza Városi Stadion, Nyíregyháza Nézőszám: 2 500 Játékvezető: Világi Balázs (magyar) |

| 6. forduló 2004. szeptember 18. 16:00 |

| Lombard Pápa                                          | 2 – 0   | Vasas                            |
| ----------------------------------------------------- | ------- | -------------------------------- |
| Germán 14' (11-esből) Vörös 85' Lászka 34' Szekér 40' | (1 – 0) | Győri 72' Tóth A. 85′ Gaál 90+1' |

| Perutz Stadion, Pápa Nézőszám: 3 000 Játékvezető: Hanacsek Attila (magyar) |

| 7. forduló 2004. szeptember 25. 18:00 |

| FC Sopron                    | 1 – 0   | Lombard Pápa                   |
| ---------------------------- | ------- | ------------------------------ |
| Sira 42' Bagoly 6' Lazić 34' | (1 – 0) | Szekér 3' Radics 70' Kvasz 86' |

| Káposztás utcai Stadion, Sopron Nézőszám: 3 800 Játékvezető: Erdős József (magyar) |

| 8. forduló 2004. október 3. 15:00 |

| Lombard Pápa                 | 1 – 2   | Újpest                                            |
| ---------------------------- | ------- | ------------------------------------------------- |
| Lászka 85' Vörös 8' Róth 41' | (0 – 2) | Bükszegi 21' 44' Vanczák 24' Rajczi 73' Juhár 83' |

| Perutz Stadion, Pápa Nézőszám: 3 600 Játékvezető: Szarka Zoltán (magyar) |

| 9. forduló 2004. október 16. 17:00 |

| Előre FC Békéscsaba | 1 – 1   | Lombard Pápa                  |
| ------------------- | ------- | ----------------------------- |
| Grúz 63' Rubint 29' | (0 – 0) | Medveď 51' Kvasz 78' Róth 87' |

| Kórház utcai stadion, Békéscsaba Nézőszám: 3 000 Játékvezető: Világi Balázs (magyar) |

| 10. forduló 2004. október 23. 17:00 |

| Ferencváros                                                                | 5 – 0   | Lombard Pápa                                   |
| -------------------------------------------------------------------------- | ------- | ---------------------------------------------- |
| Sowunmi 9' Gyepes 41' 35' Bajevszki 54' 71' Szűcs 59' (11-esből) Kapič 89' | (2 – 0) | Róth 41' Somfalvi 42' Farkas A. 43' Lászka 58' |

| Üllői út, Budapest Nézőszám: 5 500 Játékvezető: Arany Tamás (magyar) |

| 11. forduló 2004. október 30. 14:30 |

| Lombard Pápa                                   | 1 – 1   | Debreceni VSC                             |
| ---------------------------------------------- | ------- | ----------------------------------------- |
| Medveď 11' Szekér 14' Lászka 30' Farkas A. 54' | (1 – 0) | Sándor 52' Habi 18' Nikolov 55′ Dombi 75' |

| Perutz Stadion, Pápa Nézőszám: 2 200 Játékvezető: Saskőy Szabolcs (magyar) |

| 12. forduló 2004. november 6. 16:00 |

| Pécsi MFC                          | 2 – 1   | Lombard Pápa             |
| ---------------------------------- | ------- | ------------------------ |
| Montvai 26' (11-esből) Horváth 54' | (1 – 1) | Germán 39' Farkas A. 65' |

| PMFC Stadion, Pécs Nézőszám: 1 500 Játékvezető: Erdős József (magyar) |

| 13. forduló 2004. november 10. 13:30 |

| Lombard Pápa         | 1 – 2   | Zalaegerszegi TE                                                   |
| -------------------- | ------- | ------------------------------------------------------------------ |
| Tüske 88' Szekér 19' | (0 – 1) | Waltner 10' 56' Németh 47' Szamosi 51' Kocsárdi 55' Ljubojević 61' |

| Perutz Stadion, Pápa Nézőszám: 1 500 Játékvezető: Sóthy András (magyar) |

| 14. forduló 2004. november 20. 16:00 |

| Budapest Honvéd                        | 3 – 2   | Lombard Pápa                                |
| -------------------------------------- | ------- | ------------------------------------------- |
| Vadócz 36' Vámosi 60' 16' Csobánki 71' | (1 – 0) | Stevica 54' Medveď 81' Tüske 17' Lászka 74' |

| Bozsik József Stadion, Budapest Nézőszám: 1 000 Játékvezető: Hanacsek Attila (magyar) |

| 15. forduló 2004. november 27. 13:30 |

| Lombard Pápa                                                     | 1 – 2   | Győri ETO                                                       |
| ---------------------------------------------------------------- | ------- | --------------------------------------------------------------- |
| Medveď 75' (11-esből) Szekér 40' Tóth 53' Róth 63′ Farkas A. 87' | (0 – 1) | Nyicsenko 26' Priskin 47' Zsók 44' Varga 83' Makra 85' Tóth 89' |

| Perutz Stadion, Pápa Nézőszám: 1 800 Játékvezető: Kassai Viktor (magyar) |

#### Tavaszi fordulók
| 16. forduló 2005. március 12. 14:30 |

| Lombard Pápa                                    | 1 – 2   | Diósgyőr                                                       |
| ----------------------------------------------- | ------- | -------------------------------------------------------------- |
| Szabó T. 81' (11-esből) Milcea 11' Szabó Z. 75' | (0 – 1) | Müller 9' Tisza 70' 11' Katona 4' Urai 61' Halgas 62' Máté 81' |

| Perutz Stadion, Pápa Nézőszám: 1 600 Játékvezető: Kassai Viktor (magyar) |

| 17. forduló 2005. március 16. 18:00 |

| FC Fehérvár                                | 2 – 1   | Lombard Pápa                                          |
| ------------------------------------------ | ------- | ----------------------------------------------------- |
| Lattenstein 51' Györök 64' 90+2' Fehér 26' | (0 – 0) | Kuttor 76' (öngól) Szabó Z. 17' Szűcs 69' Kincses 74' |

| Sóstói Stadion, Székesfehérvár Nézőszám: 1 000 Játékvezető: Makai János (magyar) |

| 18. forduló 2005. március 19. 15:00 |

| Lombard Pápa | 0 – 1   | MTK Budapest               |
| ------------ | ------- | -------------------------- |
| Milcea 24'   | (0 – 0) | Illés 78' Jezdimirović 55' |

| Perutz Stadion, Pápa Nézőszám: 1 400 Játékvezető: Ábrahám Attila (magyar) |

| 19. forduló 2005. április 2. 19:00 |

| Kaposvári Rákóczi                                          | 1 – 2   | Lombard Pápa                                              |
| ---------------------------------------------------------- | ------- | --------------------------------------------------------- |
| Maróti 58' Zsolnai 10' Andruskó 30' Zahorecz 54' Finta 71' | (0 – 1) | Róth 14' Kincses 53' Szabó T. 11' Mutică 59' Somfalvi 90' |

| Rákóczi Stadion, Kaposvár Nézőszám: 2 500 Játékvezető: Szarka Zoltán (magyar) |

| 20. forduló 2005. április 9. 16:30 |

| Lombard Pápa  | 0 – 0   | Nyíregyháza Spartacus                           |
| ------------- | ------- | ----------------------------------------------- |
| Farkas V. 81′ | (0 – 0) | Miskolczi 41' Pintér 69' Némedi 78' Kenesei 90' |

| Perutz Stadion, Pápa Nézőszám: 1 000 Játékvezető: Bede Ferenc (magyar) |

| 21. forduló 2005. április 13. 18:00 |

| Vasas                                                           | 0 – 6   | Lombard Pápa                                                                                    |
| --------------------------------------------------------------- | ------- | ----------------------------------------------------------------------------------------------- |
| Ködöböcz 5' Tóth Z. 41' Janjić 42′ Molnár 45′ Vass 62' Gaál 65' | (0 – 1) | Medveď 19' 54' 64' (11-esből) 74' Róth 66' (11-esből) Kincses 88' 89′ Szűcs 33' Hercegfalvi 80' |

| Illovszky Rudolf Stadion, Budapest Nézőszám: 2 500 Játékvezető: Dubraviczky Attila (magyar) |

| 22. forduló 2005. április 16. 17:00 |

| Lombard Pápa | 0 – 0   | FC Sopron |
| ------------ | ------- | --------- |
| Lászka 61'   | (0 – 0) |           |

| Perutz Stadion, Pápa Nézőszám: 1 700 Játékvezető: Világi Balázs (magyar) |

| 23. forduló 2005. április 23. 18:00 |

| Újpest                                       | 3 – 1   | Lombard Pápa          |
| -------------------------------------------- | ------- | --------------------- |
| Farkas 46' Tóth 53' 66' (11-esből) Juhár 40' | (0 – 0) | Medveď 87' Milcea 21' |

| Szusza Ferenc Stadion, Budapest Nézőszám: 2 868 Játékvezető: Sápi Csaba (magyar) |

| 24. forduló 2005. április 27. 17:00 |

| Lombard Pápa               | 2 – 0   | Előre FC Békéscsaba |
| -------------------------- | ------- | ------------------- |
| Medveď 46' Hercegfalvi 53' | (0 – 0) | Brlázs 58'          |

| Perutz Stadion, Pápa Nézőszám: 1 000 Játékvezető: Erdős József (magyar) |

| 25. forduló 2005. április 30. 17:30 |

| Lombard Pápa                                         | 1 – 2   | Ferencváros                                 |
| ---------------------------------------------------- | ------- | ------------------------------------------- |
| Medveď 19' (11-esből) 57' Farkas A. 40' Szabó Z. 52' | (1 – 0) | Huszti 68' Nógrádi 70' Balog 50' Bognár 78' |

| Perutz Stadion, Pápa Nézőszám: 4 300 Játékvezető: Szabó Zsolt (magyar) |

| 26. forduló 2005. május 4. 18:00 |

| Debreceni VSC                                 | 3 – 1   | Lombard Pápa   |
| --------------------------------------------- | ------- | -------------- |
| Dombi 38' Böőr 43' Bogdanović 87' Nikolov 21' | (2 – 0) | Somfalvi 90+1' |

| Oláh Gábor utcai stadion, Debrecen Nézőszám: 7 000 Játékvezető: Megyebíró János (magyar) |

| 27. forduló 2005. május 7. 17:30 |

| Lombard Pápa | 1 – 1   | Pécsi MFC                                         |
| ------------ | ------- | ------------------------------------------------- |
| Medveď 14'   | (1 – 0) | Szabados 90+1' Horváth 34' Kóczián 51' Lantos 83' |

| Perutz Stadion, Pápa Nézőszám: 1 000 Játékvezető: Vad II. István (magyar) |

| 28. forduló 2005. május 14. 19:00 |

| Zalaegerszegi TE                                                            | 5 – 2   | Lombard Pápa                            |
| --------------------------------------------------------------------------- | ------- | --------------------------------------- |
| Sabo 14' Kincses 60' (öngól) Sebők V. 62' (11-esből) Sebők J. 73' Józsi 75' | (1 – 1) | Medveď 36' (11-esből) 86' Farkas A. 71' |

| ZTE Aréna, Zalaegerszeg Nézőszám: 2 000 Játékvezető: Világi Balázs (magyar) |

| 29. forduló 2005. május 21. 18:00 |

| Lombard Pápa                                     | 1 – 0   | Budapest Honvéd                      |
| ------------------------------------------------ | ------- | ------------------------------------ |
| Medveď 75' (11-esből) 61' Kincses 37' Geri 90+1′ | (0 – 0) | Mészáros 28' Takács 57' Borgulya 82' |

| Perutz Stadion, Pápa Nézőszám: 1 600 Játékvezető: Dubraviczky Attila (magyar) |

| 30. forduló 2005. május 26. 18:00 |

| Győri ETO                                                | 3 – 0   | Lombard Pápa                      |
| -------------------------------------------------------- | ------- | --------------------------------- |
| Stark 5' Priskin 71' Vincze O. 78' Lendvai 38' Perić 64' | (1 – 0) | Milcea 26' Farkas V. 29' Róth 52' |

| ETO Park, Győr Nézőszám: 5 000 Játékvezető: Bede Ferenc (magyar) |

#### A végeredmény
|    | Csapat                      | Játszott | Gy | D  | V  | L  | K  | GK  | Pont |
| -- | --------------------------- | -------- | -- | -- | -- | -- | -- | --- | ---- |
| 1  | Debreceni VSC-AVE Ásványvíz | 30       | 19 | 5  | 6  | 57 | 25 | +32 | 62   |
| 2  | Ferencvárosi TC             | 30       | 17 | 5  | 8  | 56 | 31 | +25 | 56   |
| 3  | MTK Budapest1               | 30       | 16 | 9  | 5  | 47 | 26 | +21 | 56   |
| 4  | Újpest FC                   | 30       | 15 | 10 | 5  | 60 | 34 | +26 | 55   |
| 5  | Győri ETO FC                | 30       | 16 | 6  | 8  | 44 | 32 | +12 | 54   |
| 6  | Zalaegerszegi TE FC         | 30       | 13 | 5  | 12 | 48 | 45 | +3  | 44   |
| 7  | Matáv FC Sopron             | 30       | 11 | 9  | 10 | 44 | 44 | 0   | 42   |
| 8  | FC Fehérvár²                | 30       | 11 | 10 | 9  | 44 | 36 | +8  | 40   |
| 9  | Diósgyőri VTK               | 30       | 11 | 4  | 15 | 39 | 45 | -6  | 37   |
| 10 | Pécsi Mecsek FC             | 30       | 9  | 9  | 12 | 33 | 35 | -2  | 36   |
| 11 | Budapest Honvéd FC          | 30       | 10 | 5  | 15 | 37 | 58 | -21 | 35   |
| 12 | NABI-Kaposvári Rákóczi FC   | 30       | 8  | 10 | 12 | 34 | 47 | -13 | 34   |
| 13 | Vasas SC                    | 30       | 10 | 3  | 17 | 34 | 48 | -14 | 33   |
| 14 | Lombard Pápa Termál FC      | 30       | 8  | 6  | 16 | 40 | 47 | -7  | 30   |
| 15 | Nyíregyháza Spartacus FC    | 30       | 5  | 11 | 14 | 38 | 63 | -25 | 26   |
| 16 | Előre FC Békéscsaba³        | 30       | 4  | 7  | 19 | 26 | 65 | -39 | 4    |

- 1: 1 pont levonva
- 2: 3 pont levonva
- 3: 15 pont levonva

|  | A Bajnokok Ligája selejtezőjének második körébe jut |
|  | Az UEFA-kupa selejtezőjébe jut                      |
|  | UEFA Intertotó Kupa első fordulójába jut            |
|  | Kiesők                                              |

#### Helyezések fordulónként
| Forduló  | 1  | 2 | 3 | 4  | 5  | 6  | 7 | 8 | 9 | 10 | 11 | 12 | 13 | 14 | 15 | 16 | 17 | 18 | 19 | 20 | 21 | 22 | 23 | 24 | 25 | 26 | 27 | 28 | 29 | 30 |
| -------- | -- | - | - | -- | -- | -- | - | - | - | -- | -- | -- | -- | -- | -- | -- | -- | -- | -- | -- | -- | -- | -- | -- | -- | -- | -- | -- | -- | -- |
| Helyszín | I  | O | I | O  | I  | O  | I | O | I | I  | O  | I  | O  | I  | O  | O  | I  | O  | I  | O  | I  | O  | I  | O  | O  | I  | O  | I  | O  | I  |
| Eredmény | GY | D | V | GY | GY | GY | V | V | D | V  | D  | V  | V  | V  | V  | V  | V  | V  | GY | D  | GY | D  | V  | GY | V  | GY | D  | V  | GY | V  |
| Helyezés | 2  | 4 | 8 | 5  | 3  | 2  | 5 | 6 | 7 | 8  | 8  | 8  | 11 | 12 | 13 | 14 | 14 | 14 | 14 | 14 | 13 | 12 | 13 | 11 | 12 | 13 | 14 | 14 | 14 | 14 |

Helyszín: O = Otthon; I = Idegenben. Eredmény: GY = Győzelem; D = Döntetlen; V = Vereség.

#### Eredmények összesítése
Az alábbi táblázatban összesítve szerepelnek a Lombard Pápa Termál FC 2004/05-ös bajnokságban elért eredményei.
| Ősz/tavasz (forduló)    | Otthon | Otthon | Otthon | Otthon | Otthon | Otthon | Otthon | Idegenben | Idegenben | Idegenben | Idegenben | Idegenben | Idegenben | Idegenben |
| Ősz/tavasz (forduló)    | M      | GY     | D      | V      | LG–KG  | GK     | P      | M         | GY        | D         | V         | LG–KG     | GK        | P         |
| ----------------------- | ------ | ------ | ------ | ------ | ------ | ------ | ------ | --------- | --------- | --------- | --------- | --------- | --------- | --------- |
| Őszi szezon (1–15.)     | 7      | 2      | 2      | 3      | 12–10  | +2     | 8      | 8         | 2         | 1         | 5         | 9–14      | –5        | 7         |
| Tavaszi szezon (16–30.) | 8      | 2      | 3      | 3      | 6–6    | 0      | 9      | 7         | 2         | 0         | 5         | 13–17     | –4        | 6         |
| Összesen (1–30.)        | 15     | 4      | 5      | 6      | 18–16  | +2     | 17     | 15        | 4         | 1         | 10        | 22–31     | –9        | 13        |

### Magyar kupa
4. forduló
| 2004. november 24. 17:00 |

| Kaposvári Rákóczi                                                  | 3 – 3 (h. u.) | Lombard Pápa                                                      |
| ------------------------------------------------------------------ | ------------- | ----------------------------------------------------------------- |
| Oláh 44' Finta 62' Tóth 90+2' Zahorecz 14' Finta 17' Jovánczai 95' | (1 – 0)       | Medveď 53' 109' Róth 59' 71' Szekér 30' Kovács 76' Farkas V. 119' |

| Kaposvár Nézőszám: 1 000 Játékvezető: Vad II. István (magyar) |

- Tizenegyesekkel (7–6) a Kaposvári Rákóczi jutott tovább.

## Külső hivatkozások
- A csapat hivatalos honlapja
- A csapat mérkőzései a transfermarkt.de-n (németül)